# Faronta albilinea
Faronta albilinea là một loài bướm đêm trong họ Noctuidae.